# Узколугское муниципальное образование
Узколугское муниципальное образование — муниципальное образование со статусом сельского поселения в 
Черемховском районе Иркутской области России. Административный центр — посёлок Узкий Луг.

## Демография
По результатам Всероссийской переписи населения 2010 года 
численность населения муниципального образования составила 880 человек, в том числе 419 мужчин и 461 женщина.

## Населенные пункты
В состав муниципального образования входят населенные пункты
- Узкий Луг
- Нижняя Иреть
- Худорожина[2]